# Norther
Norther jest zespołem z Espoo/Helsinek, w Finlandii, wykonującym melodic death metal z elementami heavy metalu, black metalu i power metalu. Styl Northera jest bardzo podobny do Children of Bodom, sam zespół powiedział, że mają oni na nich wpływ. Jednakże ich utwory są bardziej melodyjne, a mniej techniczne.

## Życiorys
Zespół został założony na początku 1996, pod nazwą Requiem, przez gitarzystę Petri Lindroosa i perkusistę Toni Hallio, wspomaganych przez dwóch innych muzyków. Na początku zespół cierpiał z powodu braku odpowiedniego miejsca do prób, ale pod koniec 1997 gitarzysta Alexander Kuoppala (ex-Children of Bodom) znalazł dla nich odpowiednie miejsce na próby w Lepakko. W tym czasie zespół postanowił zmienić swoją nazwę z Requiem na Decayed. Ich szczęście było krótkotrwałe, nowe miejsce na próby zostało w krótkim czasie wyburzone. Muzycy, którzy początkowo współgrali z Lindroosem i Hallio szybko stracili swoją motywację i opuścili Requiem.
Po paru miesiącach grupie udało się znaleźć inne miejsce do prób, zaczęto szukać muzyków do kompletnego składu. Po kilku przesłuchaniach nie byli w stanie znaleźć nikogo, kto by im odpowiadał. Dlatego też zrobili sobie przerwę, która trwała do początku 2000, kiedy to spotkali gitarzystę Kristiana Rantę. Zespół został uaktywniony i z pomocą dwóch braci, którzy byli kumplami Lindroosa - Sebastiana i Joakima Ekroosów - grupa nagrała swoje pierwsze demo, pierwszy raz używając nazwy Norther. Obiecujące demo doprowadziło ich do podpisania kontraktu z fińską wytwórnią Spinefarm Records.
Niezależnie od wewnętrznych problemów bracia Ekroos opuścili zespół. To doprowadziło to znalezienia pierwszego stałego składu, kiedy to basista Jukka Koskinen i klawiszowiec Tuomas Planman zostali przyjęci do Northera.
Kiedy album Dreams of Endless War został nagrany i wydany w 2002, Norther otrzymał pozytywny odzew ze specjalistycznych magazynów i zaczął dawać koncerty w okolicach Helsinek.
W październiku 2005, perkusista Toni Hallio opuścił zespół, pozostawiając Lindroosa jako jedynego założyciela. Został on zastąpiony przez Heikki Saari, perkusistę Virtuocity. W 2009 roku Petri został wyrzucony z zespołu i na stałe zagościł w szeregach Ensiferum.Lindroos został zastąpiony przez Aleksi Sihvonena.Do zespołu dołączył także Daniel Freyberg jako gitarzysta.
9 sierpnia 2012 roku Norther zawiesił swoją działalność, dając ostatni koncert na XVII Festivalu Brutal Assault w Jaromerze w Czechach.

## Muzycy

### Ostatni skład zespołu
- Aleksi Sihvonen - śpiew (2009-2012)
- Daniel Freyberg - gitara (2009-2012)
- Kristian Ranta – śpiew, gitara (2000-2012)
- Heikki Saari – perkusja (2005-2012)
- Jukka Koskinen – gitara basowa (2000-2012)
- Tuomas Planman – instrumenty klawiszowe (2000-2012)

### Byli członkowie zespołu
- Toni Hallio – perkusja (1996–2005)
- Tuomas – gitara basowa (1996–1997)
- Roni Korpas – gitara (1995–1999)
- Sebastian Knight – instrumenty klawiszowe (2000)
- Joakim Ekroos – gitara basowa (2000)
- Petri Lindroos - śpiew, gitara (1996-2009)

## Dyskografia
Albumy studyjne
| Dreams of Endless War       | - Data: 28 stycznia 2002 - Wydawca: Spinefarm Records     | 17 |
| Mirror of Madness           | - Data: 12 sierpnia 2003 - Wydawca: Spinefarm Records     | 11 |
| Death Unlimited             | - Data: 25 marca 2004 - Wydawca: Spinefarm Records        | 17 |
| Till Death Unites Us        | - Data: 25 stycznia 2006 - Wydawca: Spinefarm Records     | 6  |
| N                           | - Data: 25 lutego 2008 - Wydawca: Century Media Records   | 5  |
| Circle Regenerated          | - Data: 18 kwietnia 2011 - Wydawca: Century Media Records | 22 |
| "—" album nie był notowany. |                                                           |    |

### EP
| Warlord                     | - Data: 10 listopada 2000 - Wydawca: wydanie własne      | — |
| Solution 7                  | - Data: 30 marca 2005 - Wydawca: Spinefarm Records       | 5 |
| No Way Back                 | - Data: 14 lutego 2007 - Wydawca: KHY Suomen Musiikki Oy | 1 |
| "—" album nie był notowany. |                                                          |   |

### Single
| "Released"                   | 2001 | 4 | Dreams of Endless War |
| "Unleash Hell"               | 2003 | 5 | Mirror of Madness     |
| "Spreading Death"            | 2004 | 6 | Death Unlimited       |
| "Scream"                     | 2006 | 3 | Till Death Unites Us  |
| "—" singel nie był notowany. |      |   |                       |